# Ella Balinska
Ella Balinska (Londen, 4 oktober 1996) is een Britse actrice. Zij is bekend van haar rol als Jane Kano in Charlie's Angels (2019).

## Biografie
Balinska werd geboren in Londen als dochter van de Poolse muzikant Kaz Balinski-Jundzill en de Britse tv-kok Lorraine Pascale. Ze ging naar de James Allen's Girls' School in Dulwich en vervolgens in 2015 naar de Arts Educational School in Chiswick. Daarna volgde ze een opleiding aan de Guildford School of Acting.

## Carrière
Balinska verkreeg in 2017 de hoofdrol in de Sky Kids-serie The Athena (2019). Ze speelde naast Kristen Stewart en Naomi Scott in de actiekomedie Charlie's Angels, een voortzetting van de gelijknamige televisieserie uit 1976 en twee eerdere bioscoopfilms.
Balinska speelde in de thrillerfilm Run Sweetheart Run, die in première ging op het Sundance Film Festival van 2020. Ze speelde ook in de Netflix-serie Resident Evil, die is gebaseerd op de gelijknamige computerspelserie.

## Filmografie
| Jaar | Titel              | Rol           | Opmerking                           |
| ---- | ------------------ | ------------- | ----------------------------------- |
| 2018 | Casualty           | Susie Barbour | 1 aflevering                        |
| 2018 | Midsomer Murders   | Grace Briggs  | Aflevering: "Till Death Do Us Part" |
| 2019 | Charlie's Angels   | Jane Kano     | film                                |
| 2019 | The Athena         | Nyela Malik   | hoofdrol; 26 afleveringen           |
| 2020 | Run Sweetheart Run | Cherie        | film                                |
| 2022 | Resident Evil      | Jade Wesker   | 8 afleveringen                      |
| 2024 | Skincare           | Jessica       | film                                |